# Élections législatives de 1956 en Vaucluse
Les élections législatives françaises de 1956 se déroulent le 2 janvier 1956. Dans le département de Vaucluse, quatre députés sont à élire.

## Système électoral
Les élections législatives ont lieu au scrutin proportionnel plurinominal suivant la règle de la plus forte moyenne dans le cadre départemental, sans panachage.
Le vote préférentiel est admis, en inscrivant un numéro d'ordre en face du nom d'un, de plusieurs, ou de tous les candidats de la liste. Mais l'ordre ne peut être modifié que si au moins la moitié des suffrages portés sur la liste est numérotée (dans les faits les modifications ne dépassent jamais les 7 %). Le total des voix d'une liste correspond ainsi généralement à la moyenne des suffrages recueillis par chacun de ses membres, d'où la légère différence entre le nombre total de voix comptées et le nombre effectif de suffrages exprimés.
La loi électorale du 7 mai 1951 permet à plusieurs listes de s'apparenter entre elles avant le déroulement du scrutin, pour peu qu'elles se rattachent à un des « partis ou groupements nationaux » reconnus par le Ministère de l'Intérieur. Si la somme des voix obtenues par l'apparentement obtient une majorité absolue des suffrages exprimés, ces listes se partagent l’ensemble des sièges à pourvoir. Dans le cas contraire, les sièges sont répartis entre l'ensemble des listes, apparentées ou non, suivant la méthode de la plus forte moyenne. Les apparentements sont autorisés dans 95 des 103 circonscriptions métropolitaines, seuls les départements de la Seine et de la Seine-et-Oise en étant exclus.

## Listes et candidats

### Listes en présence
| Liste             | Liste                                                                         | Liste                                                                | Liste                                                                  | Parti | Tête de liste  |
| ----------------- | ----------------------------------------------------------------------------- | -------------------------------------------------------------------- | ---------------------------------------------------------------------- | ----- | -------------- |
|                   | Liste du Parti Communiste Français                                            | Liste du Parti Communiste Français                                   | Liste du Parti Communiste Français                                     | PCF   | Fernand Marin  |
|                   |                                                                               |                                                                      |                                                                        |       |                |
|                   |                                                                               |                                                                      | Liste du Parti Socialiste SFIO                                         | SFIO  | Charles Lussy  |
|                   | Liste du Parti Républicain Radical et Radical-Socialiste                      | RAD                                                                  | Édouard Daladier                                                       |       |                |
| Apparentement n°1 |                                                                               |                                                                      |                                                                        |       |                |
|                   |                                                                               |                                                                      |                                                                        |       |                |
|                   | Liste du Parti Républicain pour le Redressement économique et social          | Liste du Parti Républicain pour le Redressement économique et social | Liste du Parti Républicain pour le Redressement économique et social   | SE    | Léo Scherman   |
|                   | Liste du RGRIF                                                                | Liste du RGRIF                                                       | Liste du RGRIF                                                         | RGRIF | Jean Despalles |
|                   |                                                                               |                                                                      |                                                                        |       |                |
|                   |                                                                               |                                                                      | Liste du Mouvement Républicain Populaire                               | MRP   | Paul Couston   |
|                   | Liste d'Union des Républicains indépendants et des Paysans                    | CNIP                                                                 | Pierre Duplan                                                          |       |                |
| Apparentement n°2 |                                                                               |                                                                      |                                                                        |       |                |
|                   |                                                                               |                                                                      |                                                                        |       |                |
|                   |                                                                               |                                                                      | Liste d'Union et de Fraternité Française, présentée par Pierre Poujade | UFF   | Pierre Pommier |
|                   | Liste d'Action Civique de Défense des Consommateurs et des Intérêts Familiaux | UFF                                                                  | André Peyrol                                                           |       |                |
|                   | Liste de Défense des Intérêts agricoles et viticoles                          | UFF                                                                  | Gilbert Mounition                                                      |       |                |
| Apparentement n°3 |                                                                               |                                                                      |                                                                        |       |                |

### Liste retirée
| Liste | Liste                          | Liste                          | Liste                          | Parti | Tête de liste |
| ----- | ------------------------------ | ------------------------------ | ------------------------------ | ----- | ------------- |
|       | Liste des Républicains Sociaux | Liste des Républicains Sociaux | Liste des Républicains Sociaux | RS    | Georges Appy  |

## Campagne
Onze listes sont en présence dans le Vaucluse, dont trois – bien qu'enregistrées en préfecture – ne participent aucunement à la campagne. Si les listes du RGRIF et du PRRES sont uniquement déposées pour gonfler la présence électorale de ces deux groupements, la liste des Républicains sociaux se retire de la compétition deux semaines avant le scrutin. Initialement apparentés aux radicaux et aux socialistes dans le cadre du Front républicain, les républicains sociaux décident en effet de retirer leur liste devant leur difficulté à s'accorder avec la SFIO. 
Les poujadistes, galvanisés par le récent succès de l'UDCA au renouvellement de la chambres de commerce locale, présentent trois listes apparentées.
Le Parti communiste français, bien qu'il se soit vu refuser l'apparentement avec la SFIO, peut tout de même espérer emporter le siège que la Troisième Force lui avait ravie en 1951. 
Un troisième apparentement unit les listes du Mouvement républicain populaire et du Centre national des indépendants et paysans, mais celui-ci a peu de chance d'assurer la réélection du député sortant Paul Couston.

## Résultats

### Élus
| Parti         | Parti | Député sortant   | Groupe | Groupe | Parti          | Parti | Député élu       | Groupe | Groupe |
| ------------- | ----- | ---------------- | ------ | ------ | -------------- | ----- | ---------------- | ------ | ------ |
|               | RAD   | Édouard Daladier |        | RRRS   |                | RAD   | Édouard Daladier |        | RRRS   |
| Marcel Perrin | RAD   |                  | UFF    | RRRS   | Pierre Pommier |       | UFF              |        |        |
|               | SFIO  | Charles Lussy    |        | SOC    |                | SFIO  | Charles Lussy    |        | SOC    |
|               | MRP   | Paul Couston     |        | MRP    |                | PCF   | Fernand Marin    |        | COM    |

### Résultats par liste
| Parti Liste                                                                   | Parti Liste          | Parti Liste          | Parti Liste          | Liste                | Liste   | Liste  | Liste  | Sièges | Sièges |  |
| Parti Liste                                                                   | Parti Liste          | Parti Liste          | Parti Liste          | Tête de liste        | Voix    | %      | +/-    | Total  | +/-    |  |
| ----------------------------------------------------------------------------- | -------------------- | -------------------- | -------------------- | -------------------- | ------- | ------ | ------ | ------ | ------ |  |
|                                                                               |                      |                      | RAD                  | Édouard Daladier     | 24 898  | 18,65  | −7,91  | 1      | −1     |  |
| Liste du Parti Républicain Radical et Radical-Socialiste                      |                      |                      |                      |                      |         |        |        |        |        |  |
|                                                                               | SFIO                 | Charles Lussy        | 14 189               | 10,63                | −4,31   | 1      | 0      |        |        |  |
| Liste du Parti Socialiste SFIO                                                |                      |                      |                      |                      |         |        |        |        |        |  |
| Apparentement n°1                                                             | Apparentement n°1    | Apparentement n°1    | Apparentement n°1    | 39 087               | 29,28   | −12,22 | 2      | −1     |        |  |
|                                                                               |                      |                      |                      |                      |         |        |        |        |        |  |
|                                                                               |                      |                      | UFF                  | Pierre Pommier       | 28 926  | 21,67  | Nv     | 1      | Nv     |  |
| Liste d'Union et de Fraternité Française, présentée par Pierre Poujade        |                      |                      |                      |                      |         |        |        |        |        |  |
|                                                                               | UFF                  | Gilbert Mounition    | 6 418                | 4,81                 | Nv      | 0      | Nv     |        |        |  |
| Liste de Défense des Intérêts agricoles et viticoles                          |                      |                      |                      |                      |         |        |        |        |        |  |
|                                                                               | UFF                  | André Peyrol         | 1 935                | 1,45                 | Nv      | 0      | Nv     |        |        |  |
| Liste d'Action Civique de Défense des Consommateurs et des Intérêts Familiaux |                      |                      |                      |                      |         |        |        |        |        |  |
| Apparentement n°3                                                             | Apparentement n°3    | Apparentement n°3    | Apparentement n°3    | 37 279               | 27,93   | Nv     | 1      | Nv     |        |  |
|                                                                               |                      |                      |                      |                      |         |        |        |        |        |  |
|                                                                               | PCF                  | PCF                  | PCF                  | Fernand Marin        | 36 893  | 27,64  | −5,04  | 1      | +1     |  |
| Liste du Parti Communiste Français                                            |                      |                      |                      |                      |         |        |        |        |        |  |
|                                                                               |                      |                      |                      |                      |         |        |        |        |        |  |
|                                                                               |                      |                      | MRP                  | Paul Couston         | 15 053  | 11,28  | +0,26  | 0      | −1     |  |
| Liste du Mouvement Républicain Populaire                                      |                      |                      |                      |                      |         |        |        |        |        |  |
|                                                                               | CNIP                 | Pierre Duplan        | 4 257                | 3,19                 | +1,21   | 0      | 0      |        |        |  |
| Liste d'Union des Républicains indépendants et des Paysans                    |                      |                      |                      |                      |         |        |        |        |        |  |
| Apparentement n°2                                                             | Apparentement n°2    | Apparentement n°2    | Apparentement n°2    | 19 310               | 14,47   | +1,47  | 0      | −1     |        |  |
|                                                                               |                      |                      |                      |                      |         |        |        |        |        |  |
|                                                                               | SE                   | SE                   | SE                   | Léo Scherman         | 0       | 0,00   | Nv     | 0      | Nv     |  |
| Liste du Parti Républicain pour le Redressement économique et social          |                      |                      |                      |                      |         |        |        |        |        |  |
|                                                                               |                      |                      |                      |                      |         |        |        |        |        |  |
|                                                                               | RS                   | RS                   | RS                   | Georges Appy         | 0       | 0,00   | −11,96 | 0      | 0      |  |
| Liste des Républicains Sociaux                                                |                      |                      |                      |                      |         |        |        |        |        |  |
|                                                                               |                      |                      |                      |                      |         |        |        |        |        |  |
|                                                                               | RGRIF                | RGRIF                | RGRIF                | Jean Despalles       | 0       | 0,00   | Nv     | 0      | Nv     |  |
| Liste du RGRIF                                                                |                      |                      |                      |                      |         |        |        |        |        |  |
|                                                                               |                      |                      |                      |                      |         |        |        |        |        |  |
| Somme                                                                         | Somme                | Somme                | Somme                | Somme                | 132 569 | 99,32  |        |        |        |  |
| Votes exprimés                                                                | Votes exprimés       | Votes exprimés       | Votes exprimés       | Votes exprimés       | 133 481 | 80,59  |        |        |        |  |
| Votes blancs et nuls                                                          | Votes blancs et nuls | Votes blancs et nuls | Votes blancs et nuls | Votes blancs et nuls | 3 364   | 2,03   |        |        |        |  |
| Total                                                                         | Total                | Total                | Total                | Total                | 136 845 | 82,62  | +2,02  | 4      | 0      |  |
| Abstentions                                                                   | Abstentions          | Abstentions          | Abstentions          | Abstentions          | 28 784  | 17,38  |        |        |        |  |
| Inscrits                                                                      | Inscrits             | Inscrits             | Inscrits             | Inscrits             | 165 629 | 100    |        |        |        |  |

### Résultats par parti et coalition
| Parti et coalition   | Parti et coalition                             | Parti et coalition            | Parti et coalition              | Voix    | %      | +/-   | Sièges | +/- |
| -------------------- | ---------------------------------------------- | ----------------------------- | ------------------------------- | ------- | ------ | ----- | ------ | --- |
|                      |                                                |                               | Parti radical                   | 24 898  | 18,65  | −7,91 | 1      | −1  |
|                      | Section française de l'Internationale ouvrière | 14 189                        | 10,63                           | −4,31   | 1      | 0     |        |     |
| Front républicain    | Front républicain                              | Front républicain             | 39 087                          | 29,28   | −12,22 | 2     | −1     |     |
|                      |                                                |                               |                                 |         |        |       |        |     |
|                      | Union et fraternité française                  | Union et fraternité française | Union et fraternité française   | 37 279  | 27,93  | Nv    | 1      | Nv  |
|                      | Parti communiste français                      | Parti communiste français     | Parti communiste français       | 36 893  | 27,64  | −5,04 | 1      | +1  |
|                      |                                                |                               |                                 |         |        |       |        |     |
|                      |                                                |                               | Mouvement républicain populaire | 15 053  | 11,28  | +0,26 | 0      | −1  |
|                      | Centre national des indépendants et paysans    | 4 257                         | 3,19                            | +1,21   | 0      | 0     |        |     |
| Centre droit         | Centre droit                                   | Centre droit                  | 19 310                          | 14,47   | +1,47  | 0     | −1     |     |
|                      |                                                |                               |                                 |         |        |       |        |     |
| Somme                | Somme                                          | Somme                         | Somme                           | 132 569 | 99,32  |       |        |     |
| Votes exprimés       | Votes exprimés                                 | Votes exprimés                | Votes exprimés                  | 133 481 | 80,59  |       |        |     |
| Votes blancs et nuls | Votes blancs et nuls                           | Votes blancs et nuls          | Votes blancs et nuls            | 3 364   | 2,03   |       |        |     |
| Total                | Total                                          | Total                         | Total                           | 136 845 | 82,62  | +2,02 | 4      | 0   |
| Abstentions          | Abstentions                                    | Abstentions                   | Abstentions                     | 28 784  | 17,38  |       |        |     |
| Inscrits             | Inscrits                                       | Inscrits                      | Inscrits                        | 165 629 | 100    |       |        |     |

### Cartes

Liste en tête dans chaque canton.
Bloc en tête dans chaque canton.

## Analyse
En Vaucluse le scrutin est marqué par la percée spectaculaire des poujadistes, dont les trois listes réunissent 27,93 % des suffrages, derrière le Front républicain mais devant les communistes. Si l'apparentement entre radicaux et socialistes se place en tête, les deux listes enregistrent chacune une nette perte de voix en cinq ans (−21,20 % du total de 1951). 
Le sortant radical Marcel Perrin n'est pas réélu, et le socialiste Charles Lussy ne sauve son siège que grâce à son apparentement avec la liste d'Édouard Daladier, lui-même réélu malgré sa plus mauvaise performance électorale dans le département depuis juin 1946. À l'inverse, le Parti communiste reconquiert le siège perdu en 1951, malgré une perte de voix non négligeable.
Le mouvement Poujade réalise en Vaucluse l'un de ses meilleurs score nationaux, et fait élire Pierre Pommier. La liste UFF et ses deux satellites ont attiré les suffrages de tout le spectre politique, ses soutiens émanant d'anciens électeurs gaullistes, radicaux, socialistes, et même communistes.